# María del Carmen Toro Martín
María de Carmen Toro Martín (Monzón, 31 de marzo de 1953) es una sindicalista aragonesa, defensora de los derechos fundamentales de los trabajadores y de las mujeres principalmente en Palafrugell, pueblo donde reside desde el 1975.

## Trayectoria
Tuvo una educación religiosa en la escuela primaria de las Monjas de Santa Ana de Monzón donde no se sintió motivada por los estudios.
A la edad de 16 años, se trasladó a Barcelona para formarse profesionalmente, cursó estudios de estética en la academia Henry Colomer y en la academia del doctor Albà. Finalizados los estudios, volvió a Monzón, donde empezó su vida profesional como esteticista. Debido a sus tensas relaciones familiares se independizó a los 21 años. En el año 1975 se trasladó a Palafrugell con su pareja y compañero político Miguel Ángel Niebla. Al llegar comenzó a trabajar como esteticista, más tarde se incorporó como obrera a la industria del corcho. La buena relación que estableció con sus compañeros obreros la empujaron a iniciarse a la vida política.
Su vida política empezó con la llamada "Marcha de la Libertad" en 1976, cuando fue detenida por la Guardia Civil junto con el resto de sus compañeros. Perteneció a la Asamblea de Cataluña donde estableció los pilares de su pensamiento político fuertemente feminista. Formó parte de la sección de cultura del Fraternal, asociación que pretendía sensibilizar a la gente sobre la nueva etapa política que se acercaba y promover actividades culturales y cívicas. Posteriormente se introdujo en el mundo sindical para trabajar por la defensa de los trabajadores y por los derechos de las mujeres. Toro formó parte del equipo de Lluís Medir, donde se responsabilizó del ámbito feminista, estableciendo colaboraciones con el servicio de planificación familiar de Barcelona y con otras compañeras del PSUC como Dolors Calvet, Montserrat Roig y Eulàlia Vintró que ofrecieron charlas en Palafrugell.
Era sindicalista de CC. OO. y la persona encargada de custodiar la lista de afiliados al sindicato. Ante el riesgo de que un golpe de Estado triunfara, la estrategia a seguir era ocultar la lista y en caso de peligro inminente hacerla desaparecer. Gracias a la amistad con Ramón Font, corresponsal de RNE en Portugal, recibía información de la situación y la trasladaba a sus compañeros, así ellos contrastaban la información que también recibían por la Delegación del Gobierno de Gerona. Se había preparado una vía de escape en el extranjero para salvar de la represión a las personas más implicadas en el mundo sindical y político. Toro no estaba dispuesta a exiliarse y dejar a su hija. Este hecho la llevó a abandonar la política activa a pesar de que siempre se ha mantenido activa en la lucha feminista.